# Olympische Sommerspiele 2000/Teilnehmer (Botswana)
| Gelbes Symbol für Goldmedaillen mit stilisierten Olympischen Ringen | Graues Symbol für Silbermedaillen mit stilisierten Olympischen Ringen | Braundes Symbol für Bronzemedaillen mit stilisierten Olympischen Ringen |
| ------------------------------------------------------------------- | --------------------------------------------------------------------- | ----------------------------------------------------------------------- |
| —                                                                   | —                                                                     | —                                                                       |

Botswana nahm an den Olympischen Sommerspielen 2000 in der australischen Metropole Sydney mit sieben Athleten in zwei Sportarten teil.
Seit 1980 war es die sechste Teilnahme Botswanas an Olympischen Sommerspielen.

## Flaggenträger
Der Boxer Gilbert Khunwane trug die Flagge Botswanas während der Eröffnungsfeier im Stadium Australia.

## Teilnehmer nach Sportarten

### Leichtathletik
- Johnson Kubisa
400 m: 46,97 s, nicht für die zweite Runde qualifiziert
- Glody Dube
800 m: 1:46,17 min in der ersten Runde; 1:44,70 min im Halbfinale; 1:46,24 min im Finale, 7. Platz
- Lulu Basinyi, Glody Dube, Johnson Kubisa, Agrippa Matshameko, California Molefe
4 × 400 m Staffel: 3:04,19 min in der ersten Runde; 3:05,28 min in der zweiten Runde, nicht für das Finale qualifiziert

### Boxen
- Gilbert Khunwane
Leichtgewicht (bis 60 kg): Niederlage gegen Cristián Bejarano in der ersten Runde